# Cudo-maior

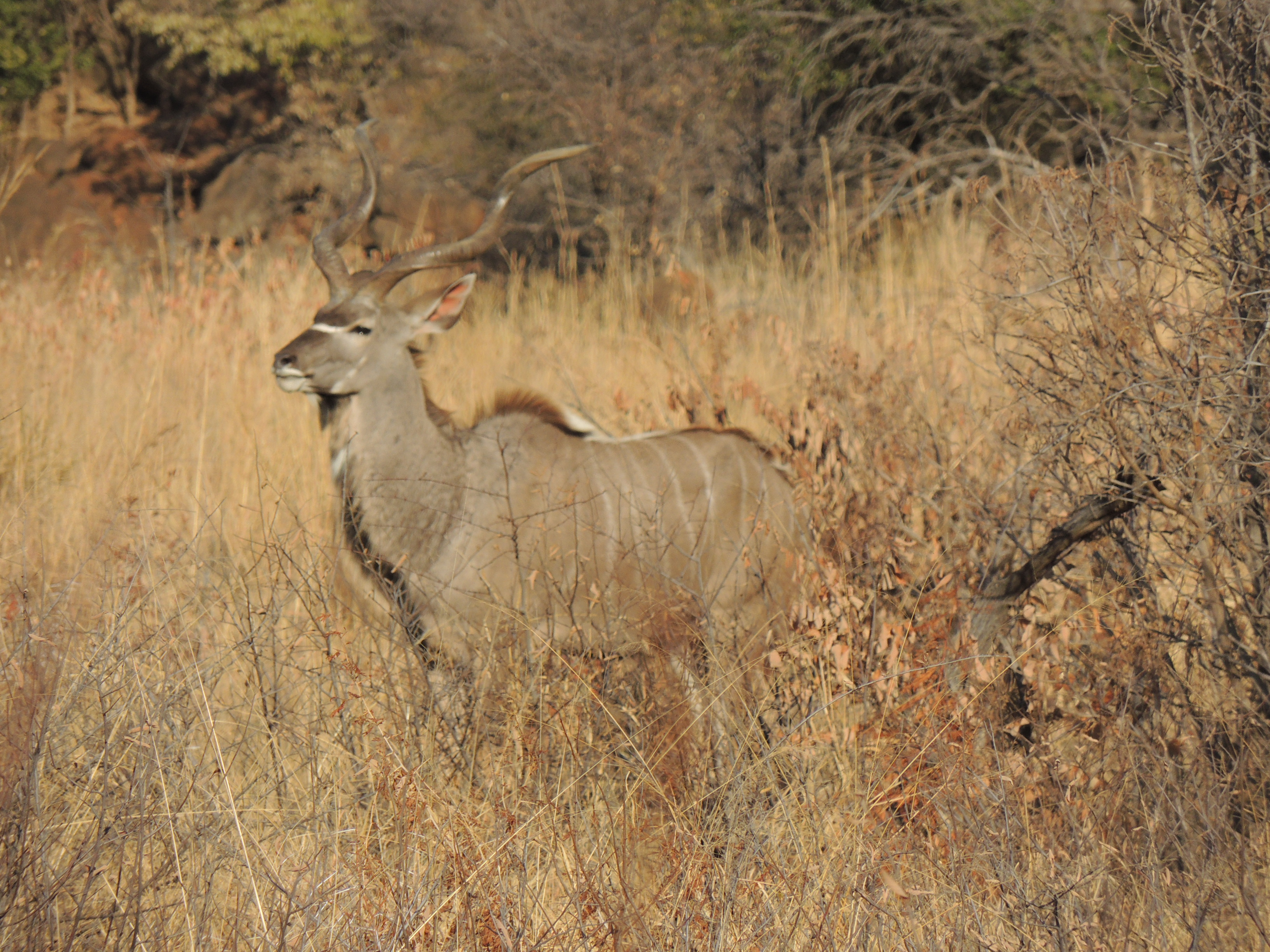
Exemplar de Cudo Maior (Tragelaphus strepsiceros) de vida livre observado no Pilanesberg Park na África do Sul

O cudo-maior ou Greater kudu (Inglês) (Tragelaphus strepsiceros) é um grande antílope africano, de longos chifres espiralados e coloração avermelhada com listras verticais brancas. É chamado de olongo em Angola.
É consideravelmente maior que a outra espécie de cudo existente, a Tragelaphus imberbis. Difere-se também daquela pelo fato de os machos, em geral, possuírem uma espécie de barba bastante visível.
Os chifres do cudo são utilizados na fabricação do xofar (ou shofar) hebreu.

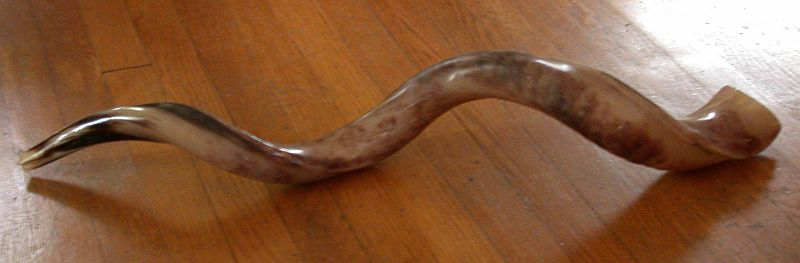
Exemplo de um xofar feito de chifre de cudo.